# Renat Lavaud
Renat Lavaud (en francès René Lavaud; Autafòrt, 18 d'abril de 1874 - Sant Rafèu, 6 d'abril de 1955) va ser un escriptor i filòleg occità de Perigord que amb Renat Nelli va ajudar molt a la difusió dels trobadors.

## Biografia
Renat Lavaud va néixer a Autafòrt l'any 1874, era el caganius d'una família que comptava amb tretze fills. Ben d'hora Lavaud deixà la seua terra per preparar-se els estudis superiors. Va fer els estudis al liceu de Perigús, després al Liceu Lakanal on hi preparà la seua llicència i a la vegada el concurs de l'Escola Normal Superior. Va ser rebut l'any 1897 i tornà llicenciat en lletres l'any 1902. Ensenyà a diversos liceus arreu d'Occitània entre els anys 1900 i 1904), i aviat passà a viure a Laon, Picardia des de l'any 1904 fins a 1911, abans de creuar el Mediterrani i instal·lar-se a Algèria. Allà va ser professor a la ciutat de Constantina de 1911 a 1913, i després a Oran de 1913 a 1919. Tornà cap a les terres d'Òc l'any 1919 i va fer de professor a Marsella fins a 1925, abans d'anar a França on treballà al Liceu Voltaire de París de 1925 a 1926, després al Liceu Hoche de Versalles de 1926 a 1930 i finalment acabà tornant a París al Liceu Buffon de 1930 a 1934.
Va escriure diversos articles sobre els trobadors en diverses revistes com per exemple Lemosin on hi estudià la figura de Bertran de Born (1902) i Gaucelm Faidit. A la revista Bornat hi parlà de Guiraut de Bornelh.
Sembla que va deixar un treball manuscrit inèdit sobre Cadenet que no arribà a publicar mai.
Abans de la seua mort, que se l'emportà a l'abril de 1955, enllestí dos volums sobre els trobadors junt amb el seu company i amic René Nelli.